# Owen Dawkins
Owen Dawkins – kanadyjski zapaśnik w stylu wolnym. Srebrny medal na mistrzostwach panamerykańskich w 1998. Czwarty na akademickich mistrzostwach świata w 2000 roku. Urodził się na Jamajce i wieku dziewięciu lat wyemigrował z rodzicami do Kanady. Ukończył University of Alberta. Trener zapasów.